# Susanne Gossick
Susanne "Sue" Gossick, född 12 november 1947 i Chicago i Illinois, är en amerikansk före detta simhoppare.
Gossick blev olympisk guldmedaljör i svikthopp vid sommarspelen 1968 i Mexico City.